# Wellstedia
Wellstedia, biljni rod smješten u vlastitu porodicu Wellstediaceae, dio reda Boraginales. Sastoji se od nekoliko vrsta koje rastu po Africi (Somalija, Etiopija, Namibija, Western Cape) i Sokotri.
Ponekad se svrstava u potporodicu Wellstedioideae Pilg., dio porodice Boraginaceae.

## Vrste
1. Wellstedia dinteri Pilg.
2. Wellstedia filtuensis D.R.Hunt & Lebrun
3. Wellstedia laciniata Thulin & A.Johanss.
4. Wellstedia robusta Thulin
5. Wellstedia socotrana Balf.f.
6. Wellstedia somalensis Thulin & A.Johanss.